# Hålrot

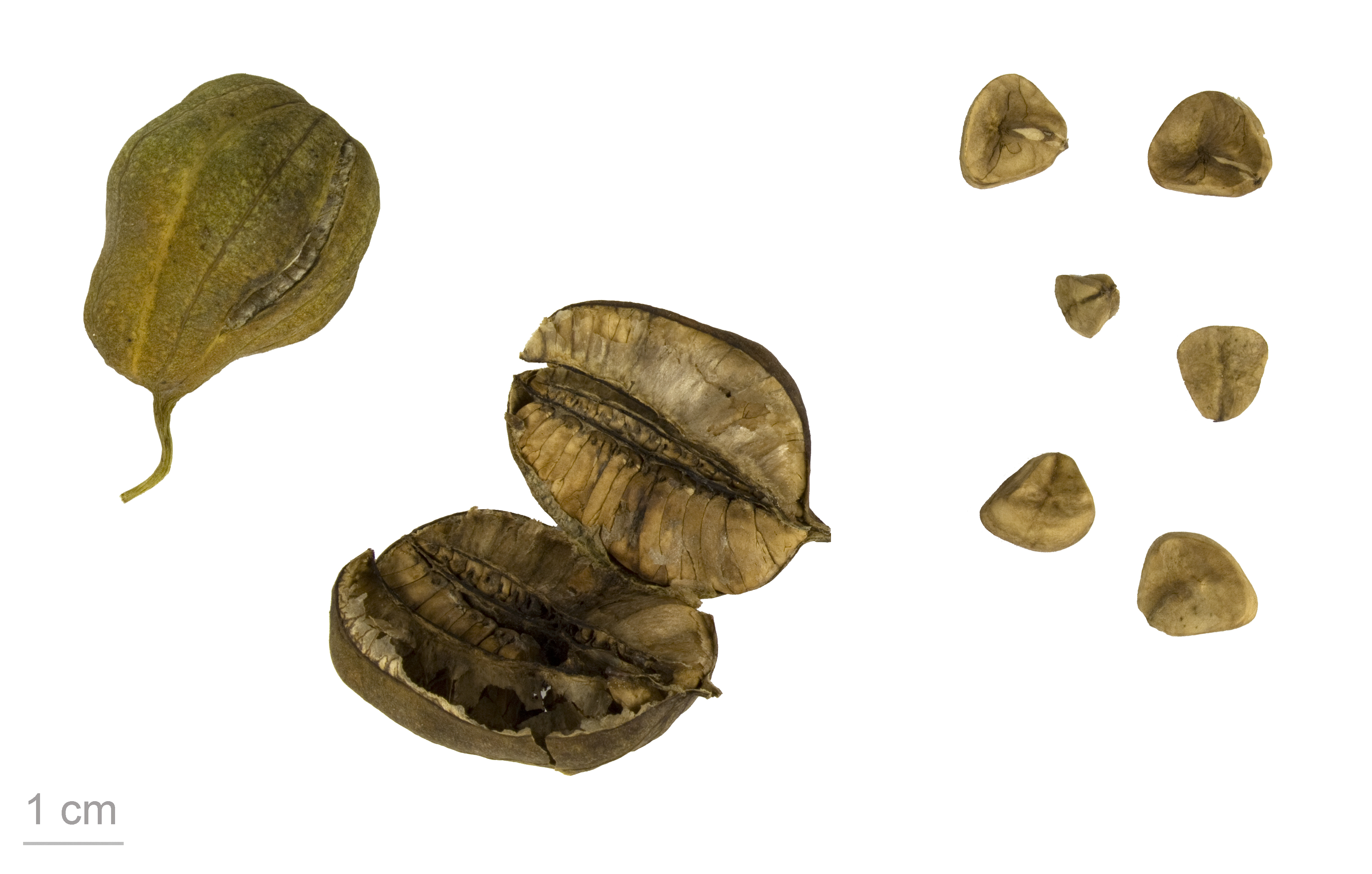
Aristolochia clematitis

Hålrot (Aristolochia clematitis) är en växtart i familjen piprankeväxter och förekommer naturligt från centrala, till östra och sydöstra Europa, norra Turkiet och Kaukasus. Den odlas ibland som trädgårds- eller medicinalväxt i Sverige.
Hålrot är en flerårig ört som blir 50-70 cm hög och har gula, drygt två cm långa, blommor. 
Den är giftig för hästar, främst rötterna. Symtom på förgiftning är fodervägran och förstoppning (källa: Meyer, 1992).

## Synonymer

### Svenska
Stor hålrot.

### Vetenskapliga
Aristolochia infesta Salisb. 